# Hominini
Los homininis (Hominini) son una tribu biológica de primates hominoideos que forma parte de la familia Hominidae. Incluye al género Pan (chimpancés y  bonobos), al género Homo subtribu Hominina (humanos) y a sus antepasados extintos. Hay Hominini en el registro fósil desde hace 9,5-7 Ma (Tortoniense, Mioceno tardío).
Al comparar el ADN los científicos han concluido que los géneros Pan y Homo tienen antepasados comunes que vivieron de cinco hasta hace siete millones de años, tras lo cual evolucionaron separadamente.
Es interesante notar que hasta ahora solamente se han encontrado algunos dientes fósiles, por lo que no se han registrado aún especies extintas del género Pan y toda la lista de extinguidas son antepasadas o están relacionadas con Homo, o están por fuera de la línea de las especies actuales. Sin embargo, Orrorin y Sahelanthropus vivieron en la época de la separación y podrían ser antepasadas tanto de chimpancés como de humanos.

### Árbol filogenético

Árbol filogenético de Hominoidea.

## Clasificación
- Subtribu Panina
  - Género Pan
  - Género Sahelanthropus †
  - Género Orrorin †
- Subtribu Hominina
  - Género Homo
  - Género Ardipithecus †
  - Género Kenyanthropus †
  - Género Australopithecus †
  - Género Paranthropus †

## Diferencias genómicas entre humano, chimpancé y bonobo
Aproximadamente el 5,1% del genoma humano está genéticamente cercano al genoma del bonobo y / o del chimpancé; El 2,52% del genoma humano está más cerca del genoma del bonobo que el del chimpancé y el 2,55% del genoma humano está genéticamente más cerca del genoma del chimpancé que del genoma del bonobo. Gracias a una secuenciación nueva y más completa del genoma del bonobo, ahora es posible comparar fácilmente el genoma del bonobo con los genomas de otros grandes simios. De hecho, la técnica de “Long-read Genome Sequencing” ha permitido llenar aproximadamente el 99,5% de los 108.000 huecos previamente presentes en las secuencias del genoma del bonobo. Y así contar, por ejemplo, 206 genes y 1.576 genes de proteínas codificantes, además, que han sufrido contracciones o expansiones con respecto a los mismos genes presentes en el genoma humano

### Inserción de elementos móviles
Los genomas del bonobo y el chimpancé tienen entre un 15 y un 25% más de inserciones de elementos móviles en comparación con los humanos. Sin embargo, incluso si el número de inserciones específicas del bonobo es muy cercano al específico del chimpancé, se ha descubierto que el número de inserciones de Alu en el chimpancé y el bonobo es dos veces mayor que en el genoma humano. Además, el genoma del bonobo muestra una reducción en la diversidad de variantes de un solo nucleótido en comparación con el genoma del chimpancé.

### Duplicaciones segmentarias
Se pudo identificar un gran número de duplicaciones segmentarias y permitir revelar que la mayoría de estas segmentaciones están intercaladas con un exceso de grandes duplicaciones intracromosómicas. Entonces es posible estudiar la expansión de familias de genes. Por ejemplo, se ha demostrado que la familia de genes EIF4A3 (factor 4 de iniciación de la traducción eucariota subunidad A3) se ha extendido a los genomas del chimpancé y el bonobo creando así, respectivamente, 5 y 6 copias (EIF4A3A a EIF4A3F). Los científicos estiman que la primera expansión de esta familia de genes apareció hace unos 2,9 millones de años.

### Variación estructural y alteración genética
Los cariotipos bonobo y humano difieren en 9 inversiones amplias y se han identificado 110 eventos como elementos que alteran los genes de las proteínas codificantes. Diecisiete inversiones fijas diferencian al chimpancé del bonobo, de las cuales 11 son específicas del genoma del bonobo y 22 regiones pueden representar polimorfismos de inversión en el bonobo. Se pueden identificar un total de 15.786 inserciones y 7.082 deleciones como específicas de bonobo. No toda la variabilidad genética resulta necesariamente en la pérdida total de un gen o su duplicación. La mayoría de las veces, las mutaciones son silenciosas o se encuentran en genes que pueden "tolerar" mutaciones o replicaciones. Por ejemplo, luego de varias mutaciones en el genoma del bonobo, se identificó que los bonobos habían ingresado en su código genético una pérdida de un gen asociado a la queratina (KRTAP19-6) y por ende a la producción de cabello. Esta pérdida no afecta en modo alguno su capacidad para reproducirse y evolucionar, pero permite diferenciar la línea ancestral común al chimpancé y al bonobo y la nueva rama asociada a los bonobos.